# Stilettos (groupe)
Pour la chaussure du même nom, voir Stilettos.
Stilettos, groupe bordelais fondé par José Ruiz et Dominique Nougaro, ayant joué de 1977 à 1984 (The Stilettos est aussi le nom d'un groupe new yorkais dans lequel jouaient Debbie Harry et Chris Stein avant de former Blondie).
En 1991 et en 2004, les Stilettos se reforment pour un concert unique.

## Personnel
- José Ruiz : guitare
- Dominique Nougaro : chant
- Gérard Lamouret : basse
- Nito Suarez : guitare
- Thierry Derigon : batterie

Nito Suarez rejoint Gamine en 1980. Il est aujourd’hui décédé. José Ruiz et Thierry Derigon rejoignent Gamine pour deux tournées et le maxi « Harley Davidson ».
José Ruiz se consacre ensuite au journalisme musical, notamment pour le mensuel Best, puis entre à Radio France Bordeaux en 1986. Dominique Nougaro quant à lui devient professeur des écoles. Il enseignait à l'école publique d'Arengosse. Actuellement il est le maire du village de Beylongue.

## Discographie
- 1979 : Johnny Weissmuller / Jeune homme moderne (45 tours/Auto production)
- 1979 : Toutes les filles / Nos gueules sur les affiches (45 tours/CBS)
- 1980 : Les dix plus grands succès des Stilettos (Album/CBS)
- 1983 : Snapshots (compilation) 1 titre "Le voleur de jouets"
- 1984 : Les bruits défendus (EP compilation) 1 titre Fiancée de musicien
- 1982 : Lolita / Là-bas (45 tours/Auto production)
- 2008 : Compilation 1978-1983 : Tout est là (Bordeaux Rock)